# Романська кав'ярня
52°30′19″ пн. ш. 13°20′04″ сх. д. / 52.5053° пн. ш. 13.3345° сх. д.
Романська кав'ярня (нім. Romanisches Café) — колишня берлінська кнайпа художників на схід від меморіальної церкви кайзера Вільгельма в районі Шарлоттенбург. З 1965 року на тому місці, на площі Брайтшайдплац, між вулицями Тауенцієнштрассе та Будапештрассе розташований Europa-Center. Деякий час там також був ресторан Romanisches Café.

## Історія кав'ярні
На першому поверсі Нового романського будинку, завершеного в 1901 році, спочатку була кав'ярня-кондитерська Кайзергоф, свого роду філія відомого готелю Кайзергоф. Берлінська адресна книга 1902 року вже називає цей заклад Романська кав'ярня – очевидна назва з огляду на складний неороманський дизайн інтер'єру кімнат, який деяким відвідувачам здавався досить похмурим і важким. Їжу вважали «легендарно убогою», а декор вважали помпезним. У 1909 році ресторатор Бруно Фієрінг став власником ресторану, який залишався у сімейній власності до свого знищення в 1943 році.

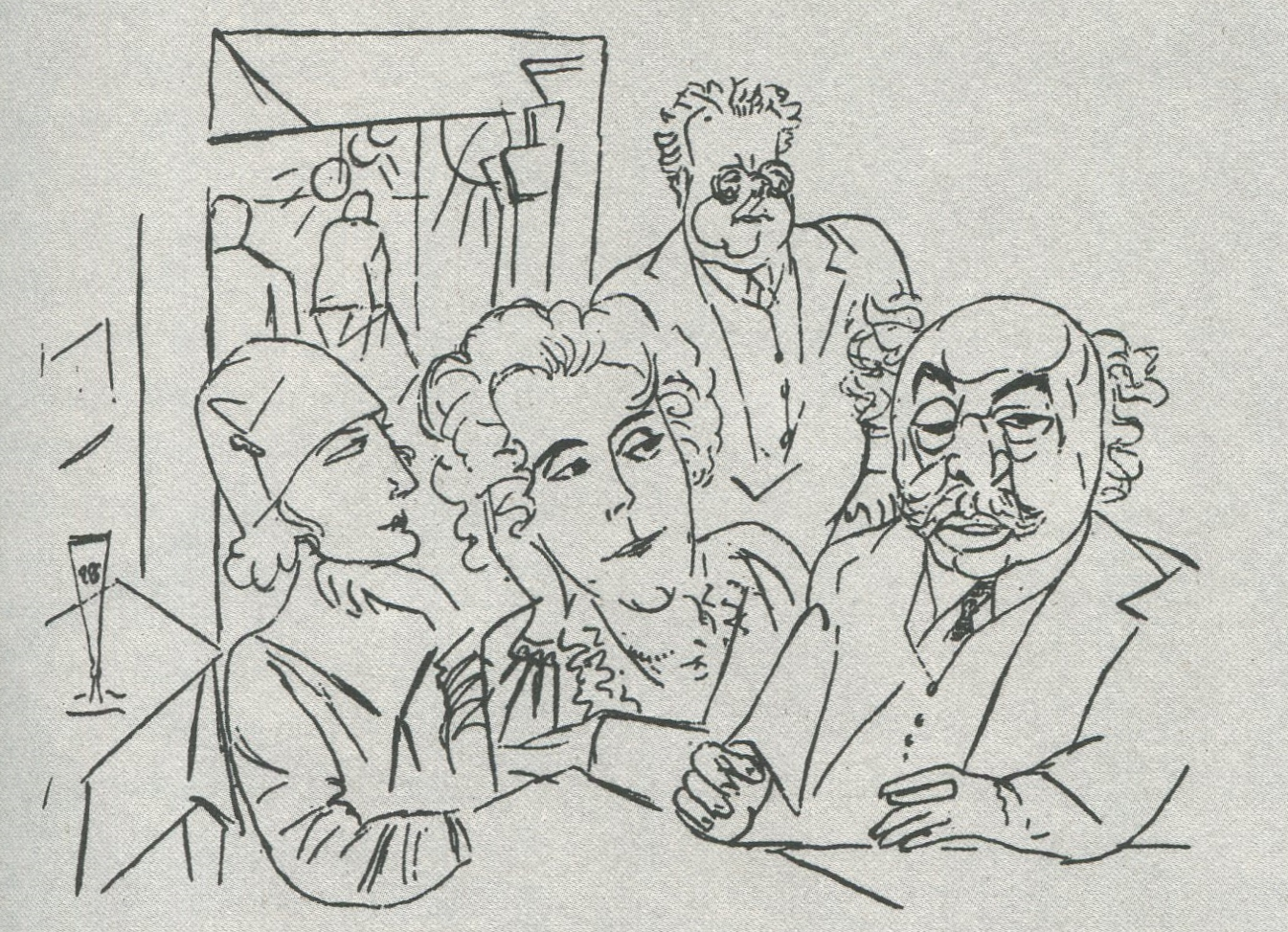
Рудольф Гроссманн, Етюд Мільє в Романській кав'ярні в Берліні, 1927

Після занепаду Кав'ярні Заходу (Café des Westens) на Курфюрстендамм у 1915 році Романська кав'ярня привернула увагу інтелектуалів і митців, які відвідували її й раніше, йдеться про відомих письменників, художників, акторів, режисерів, журналістів, критиків. Вона стала «біржею літературних новин у Берліні 1920-х років»: те, що було в газеті ввечері, обговорювалося за її столиками вранці. Водночас це було місце контактів для художників-початківців, які шукали зв'язків. Ті, хто вже був успішним, намагалися відбиватися від надто незграбних просувань. Їхньою територією був так званий «басейн для плавців», прилегла зала на приблизно 20 столиків. Усіх інших спрямовували до основної зали з приблизно 70 столиками, «басейну для неплавців», де полюбляв проводити час Егон Ервін Кіш, один із найпопулярніших завсідників кафе. Шахісти традиційно зустрічалися на галереї, а «чужі» спілкувалися на терасі.
У 1920-х завсідники жартома називали його «рахмонським кафе». Коли політичні конфлікти наприкінці Веймарської республіки ставали все більш жорстокими, Романська кав'ярня поступово втратила свою роль місця збору. 20 березня 1927 року націонал-соціалісти влаштували заворушення на Курфюрстендам, а Романська кав'ярня також стала об'єктом вандалізму. Захоплення влади націонал-соціалістами та пов'язана з ним еміграція багатьох, насамперед євреїв, постійних відвідувачів означали остаточний кінець кав'ярні як місця спілкування митців. У 1933 році гестапо мало тут власний стіл.
У 1943 році будівля була сильно пошкоджена під час нальоту союзників, а руїни знесли в 1950-х роках.

## Завсідники

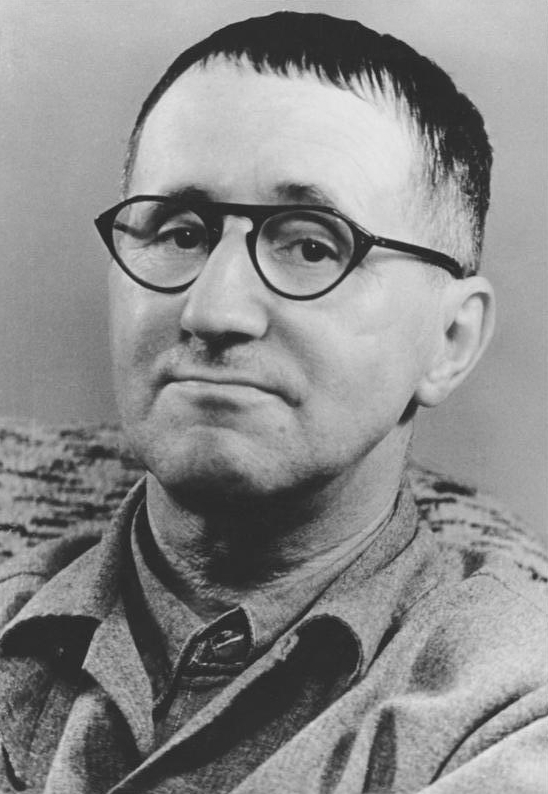
Бертольт Брехт
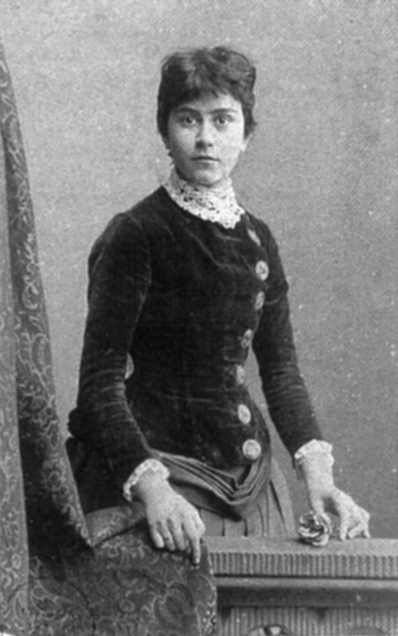
Ельза Ласкер-Шюлер
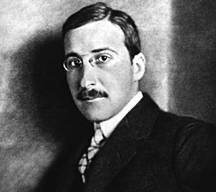
Стефан Цвейг
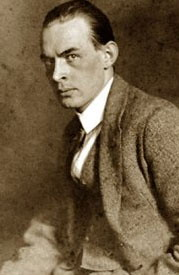
Еріх Марія Ремарк

- Вальтер Беньямін
- Готфрід Бенн
- Йозеф Блок
- Бертольт Брехт
- Арнольт Броннен
- Гайнц Бухгольц
- Бруно Кассірер
- Ґеза фон Чіфра
- Отто Дікс
- Альфред Деблін
- Ганнс Айслер
- Альфред Флехтгайм
- Герберт Фріче
- Ґусто Ґрезер
- Ґеорґ Ґрос
- Сільвія фон Гарден
- Макс Геррманн-Найсе
- Фрідріх Голлендер
- Джон Гекстер
- Маша Калеко
- Еріх Кестнер
- Ірмгард Койн
- Егон Ервін Кіш
- Артур Кронфельд
- Антон Ку
- Рут Ландсгофф
- Ельза Ласкер-Шюлер
- Уго Ледерер
- Макс Ліберман
- Івар фон Люкен
- Пауль Морган
- Пем (Пауль Маркус)
- Франц Пфемферт
- Еріх Марія Ремарк
- Йоахім Рінгельнац
- Рода-Рода
- Крістіан Шад
- Моріц Зелер
- Рене Синтеніс
- Макс Слефогт
- Рудольф Штайнер
- Абрагам Нохем Штенцель
- Еріка фон Теллман
- Ернст Толлер
- Гайнц Ульштайн
- Конрад Ваксман
- Франц Верфель
- Біллі Вайлдер
- Ґеорґ Ців'єр
- Стефан Цвайг

## Романські кав'ярні №2 і 3
У «Європа-Центрі», який відкрився у 1965 році, у 1970-х роках на тому ж місці розташувалася нова «Романська кав'ярня». З 2012 року на західній стороні Меморіальної церкви кайзера Вільгельма, Hardenbergstraße 28, відкрита кав'ярня, назва якої також мала на меті продовжити традицію оригінальної романської кав'ярні. Вона належала новозбудованому готелю Waldorf Astoria у Зоофенстері. Тим часом (станом на червень 2016 року) концепцію кілька разів переглядали, і ресторан знову відкрився під назвою Рока (Roca).